# Anémone
Anemone
Pour les articles homonymes, voir Anémone (homonymie).
Genre
Classification phylogénétique
Les anémones (genre Anemone L.) sont des plantes à fleurs de la famille des Renonculacées qui poussent dans les zones tempérées des deux hémisphères.

## Dénominations et étymologie
Anémone vient du grec ἀνεμώνη, souvent interprété comme un dérivé de ἄνεμος (anemos = courant de vent) qui signifierait « fille du vent », parce que le vent emporte ses graines plumeuses à de grandes distances. Ce n'est probablement qu'une étymologie populaire.

Quelques espèces connues en français
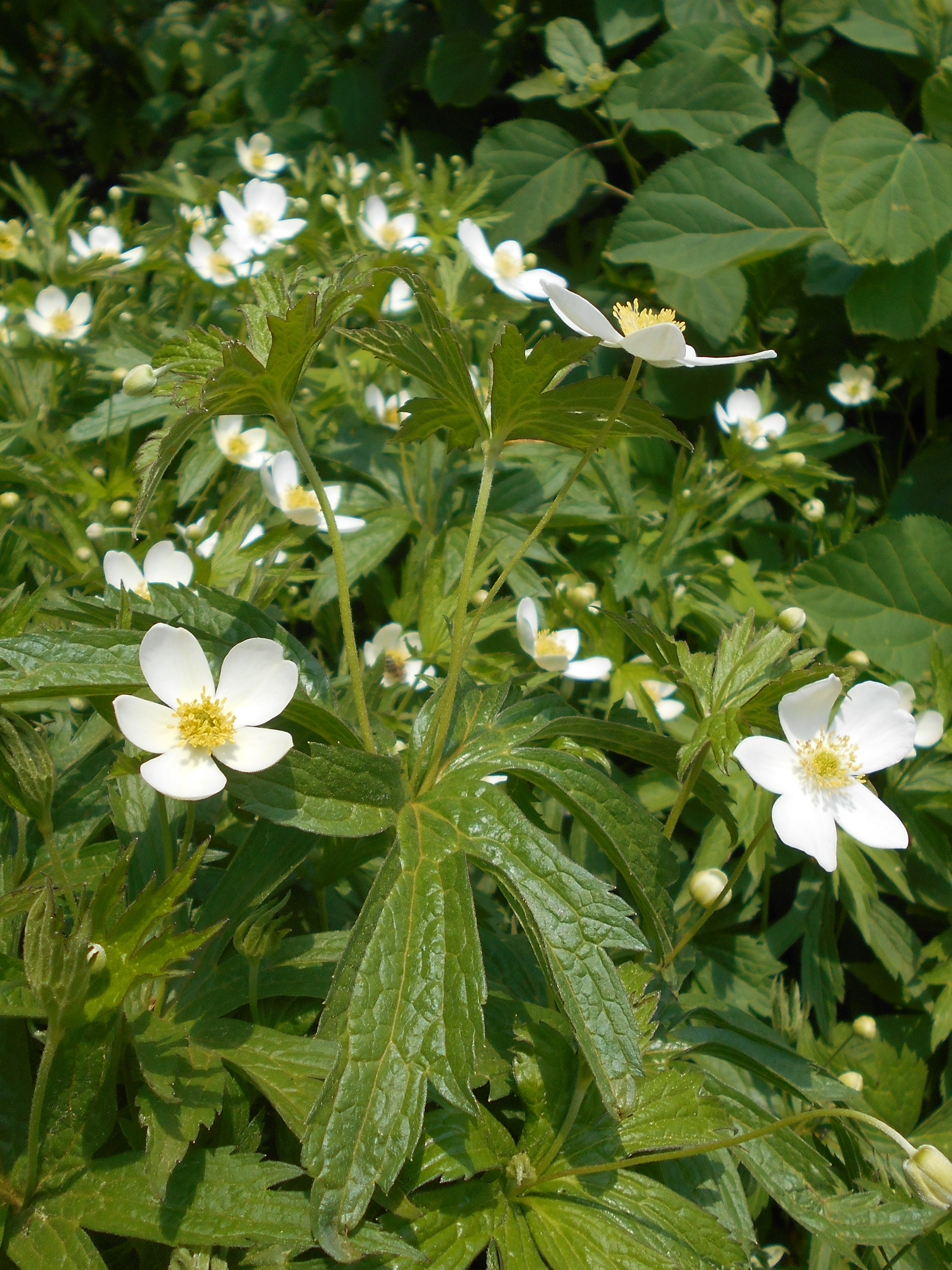
Anémone du Canada.
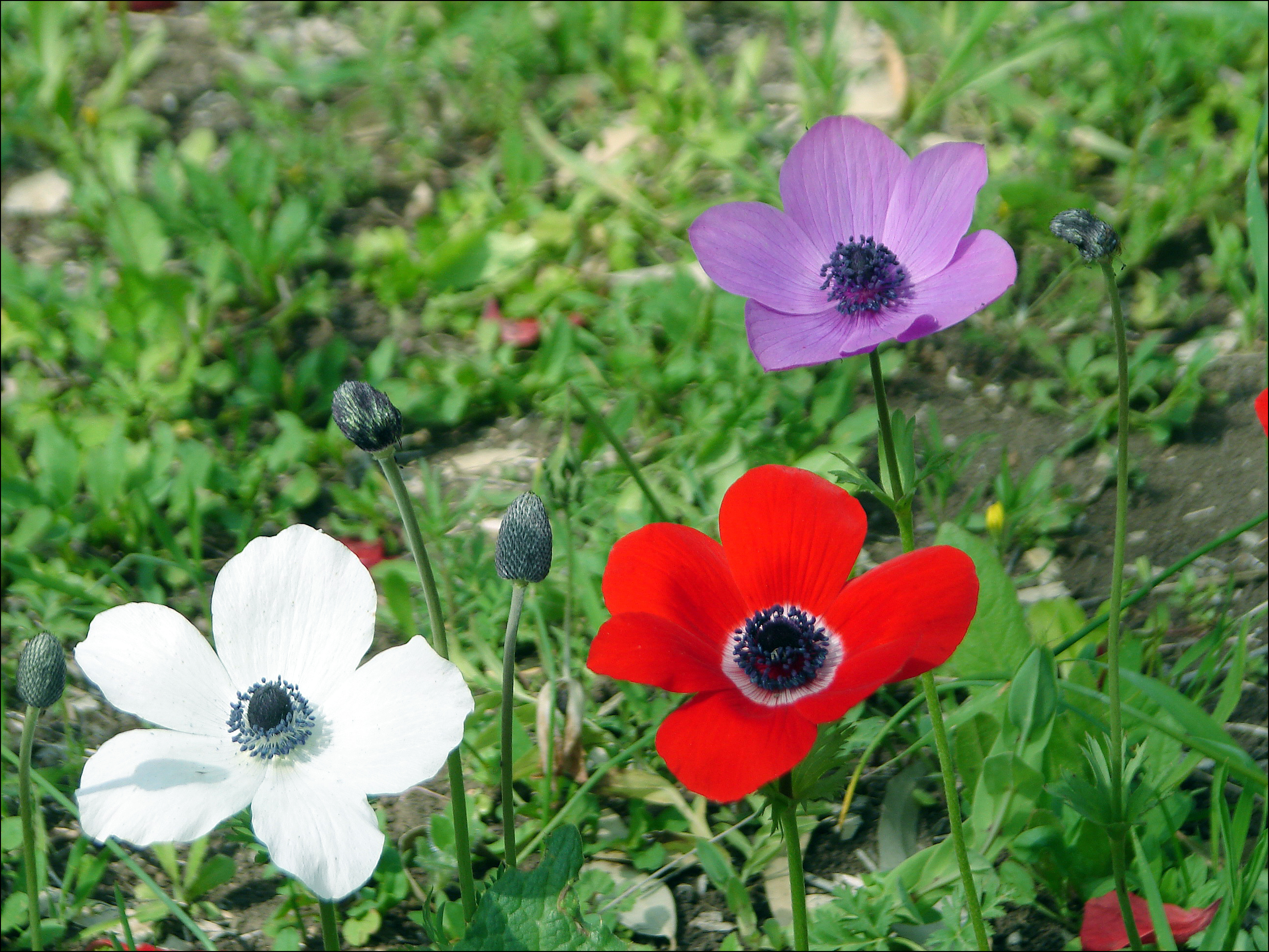
Anémone couronnée.
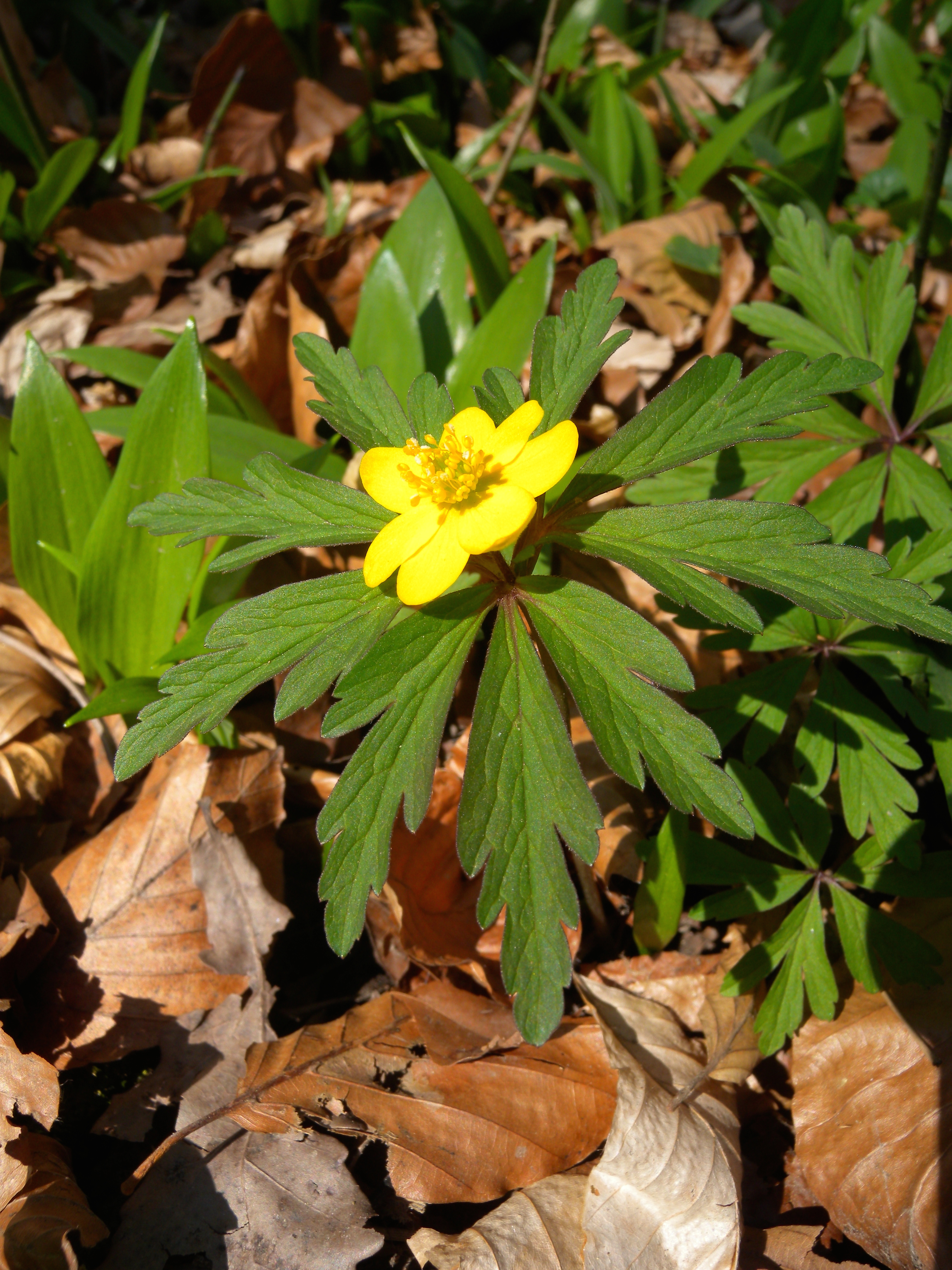
Anémone fausse renoncule.
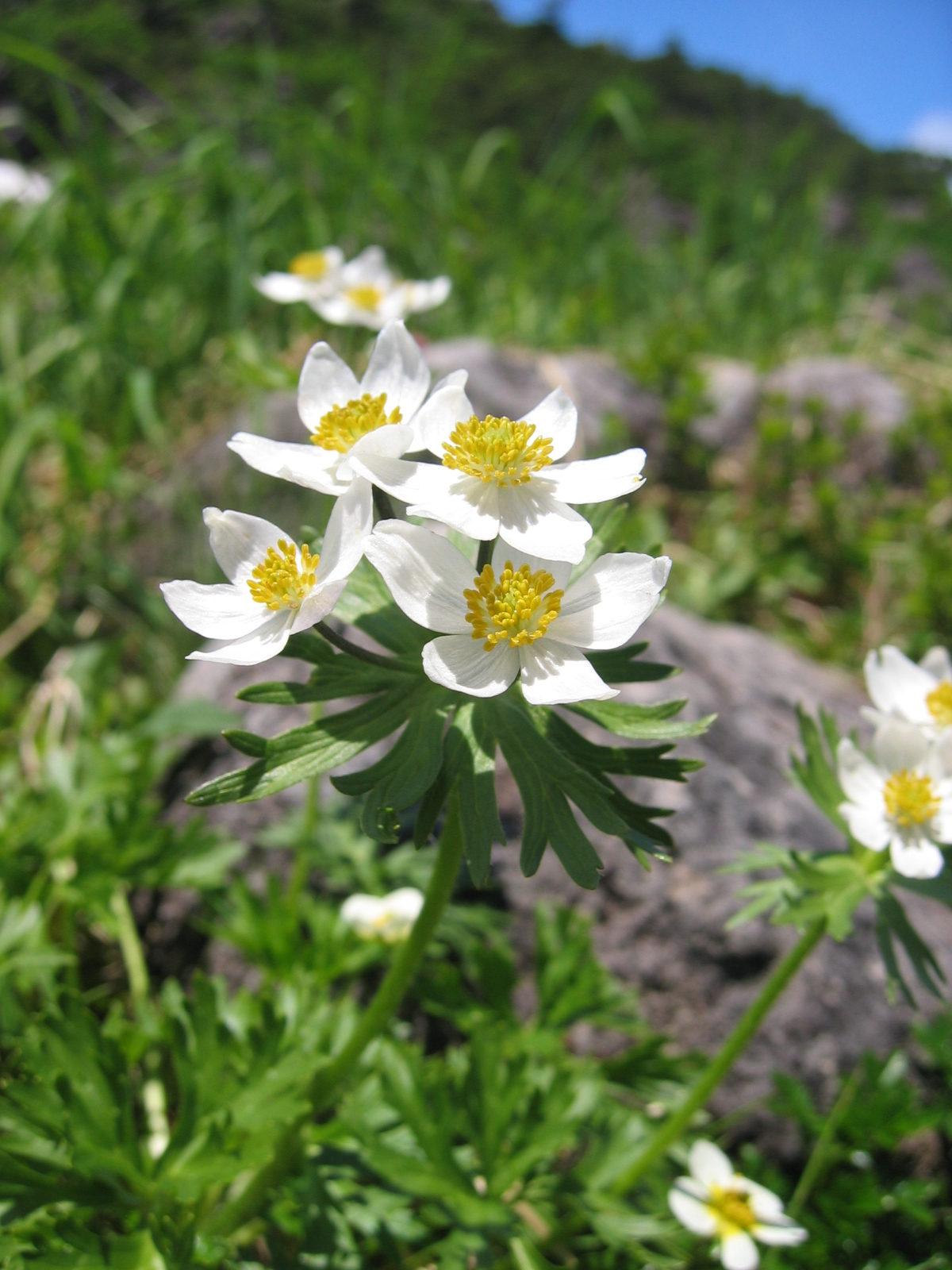
Anémone à fleurs de narcisse.
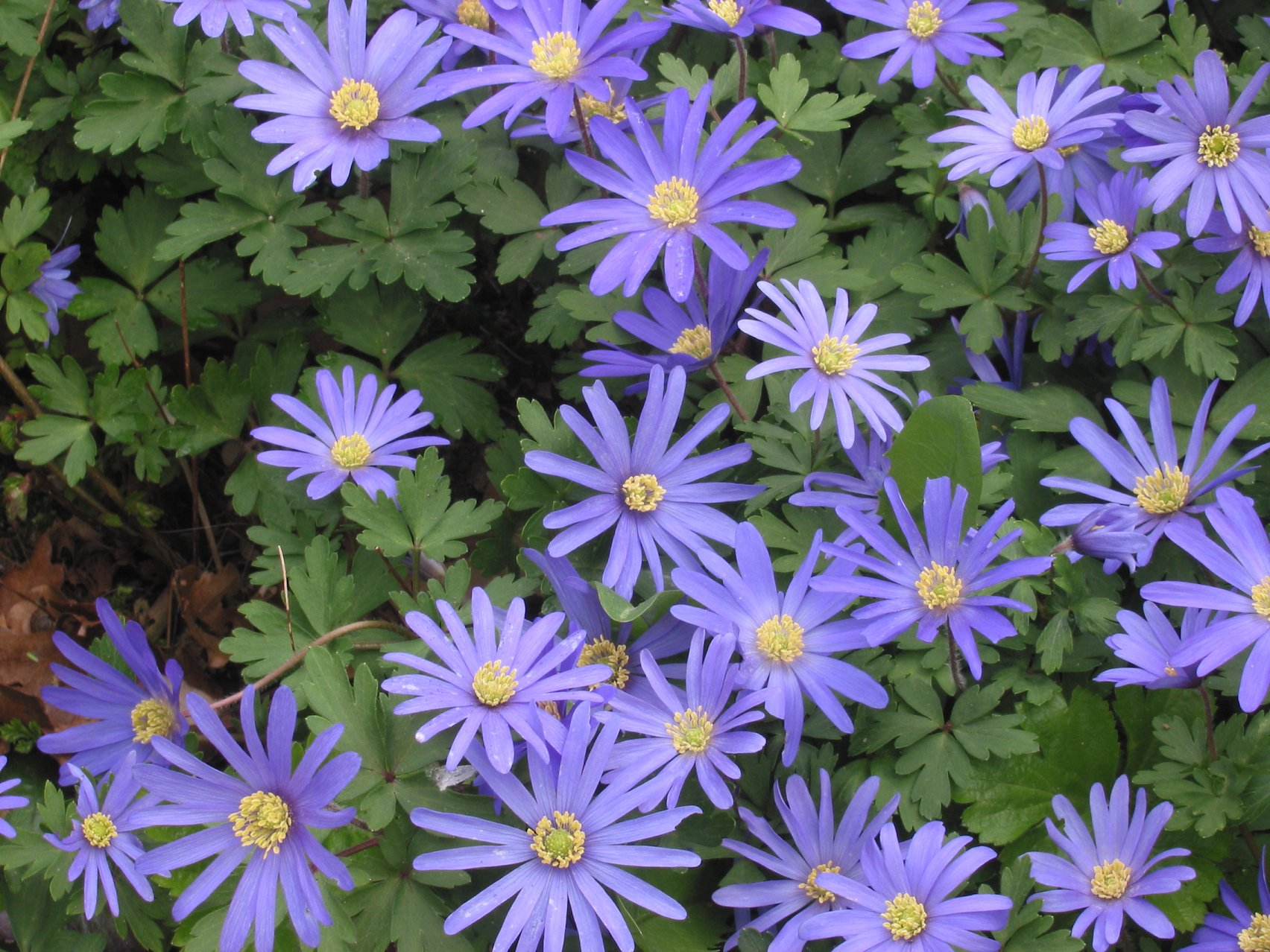
Anémone de Grèce.
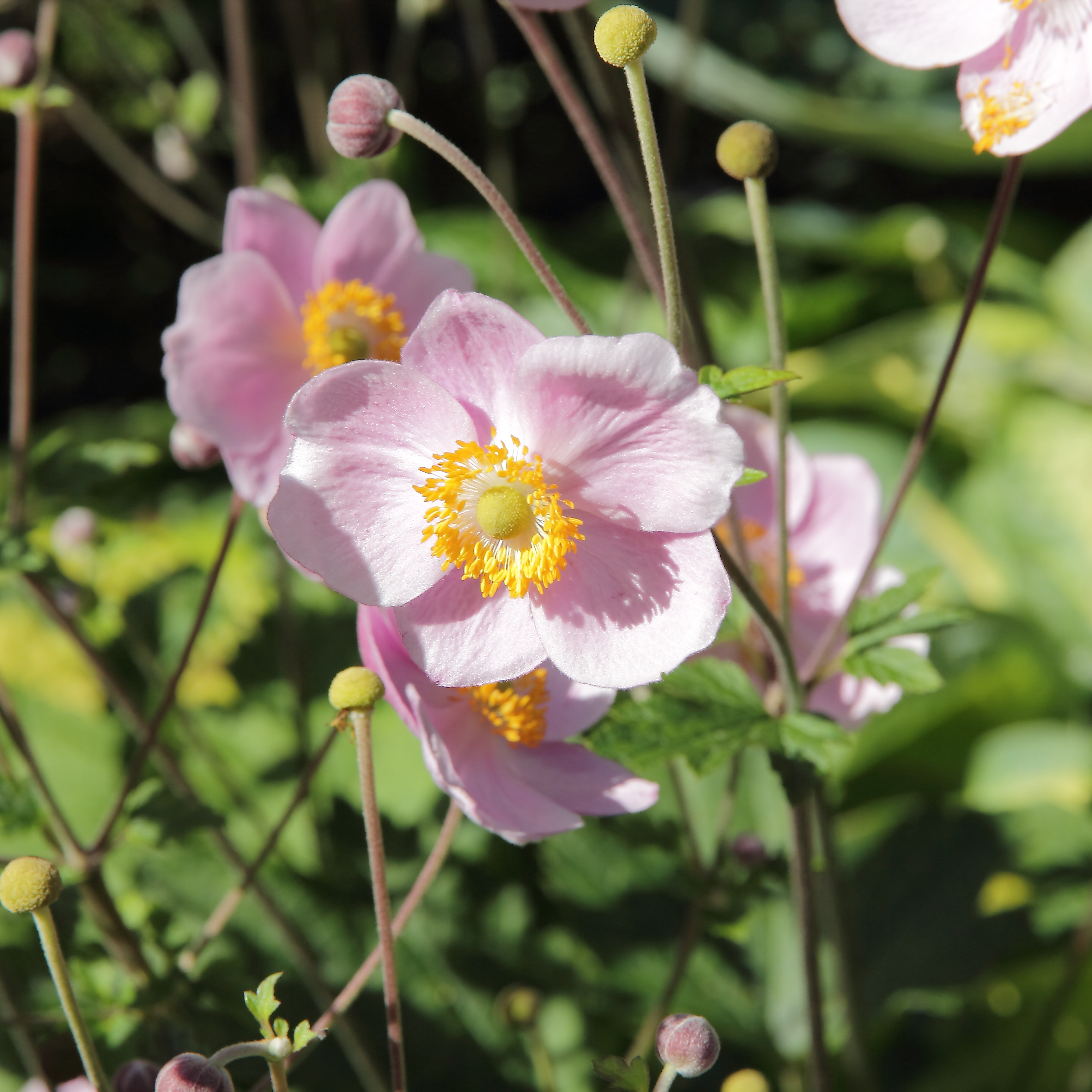
Anémone du Japon.
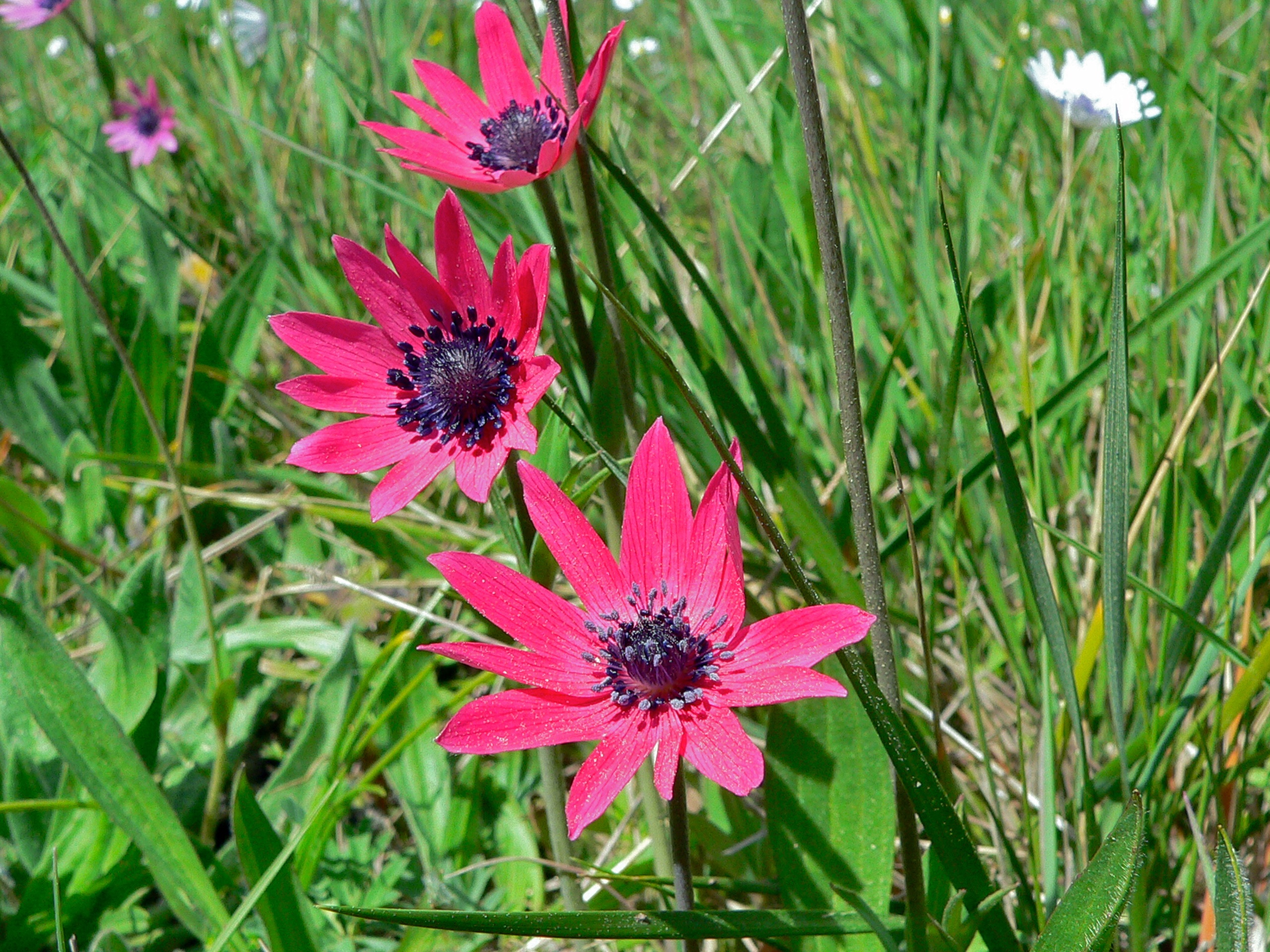
Anémone des jardins.
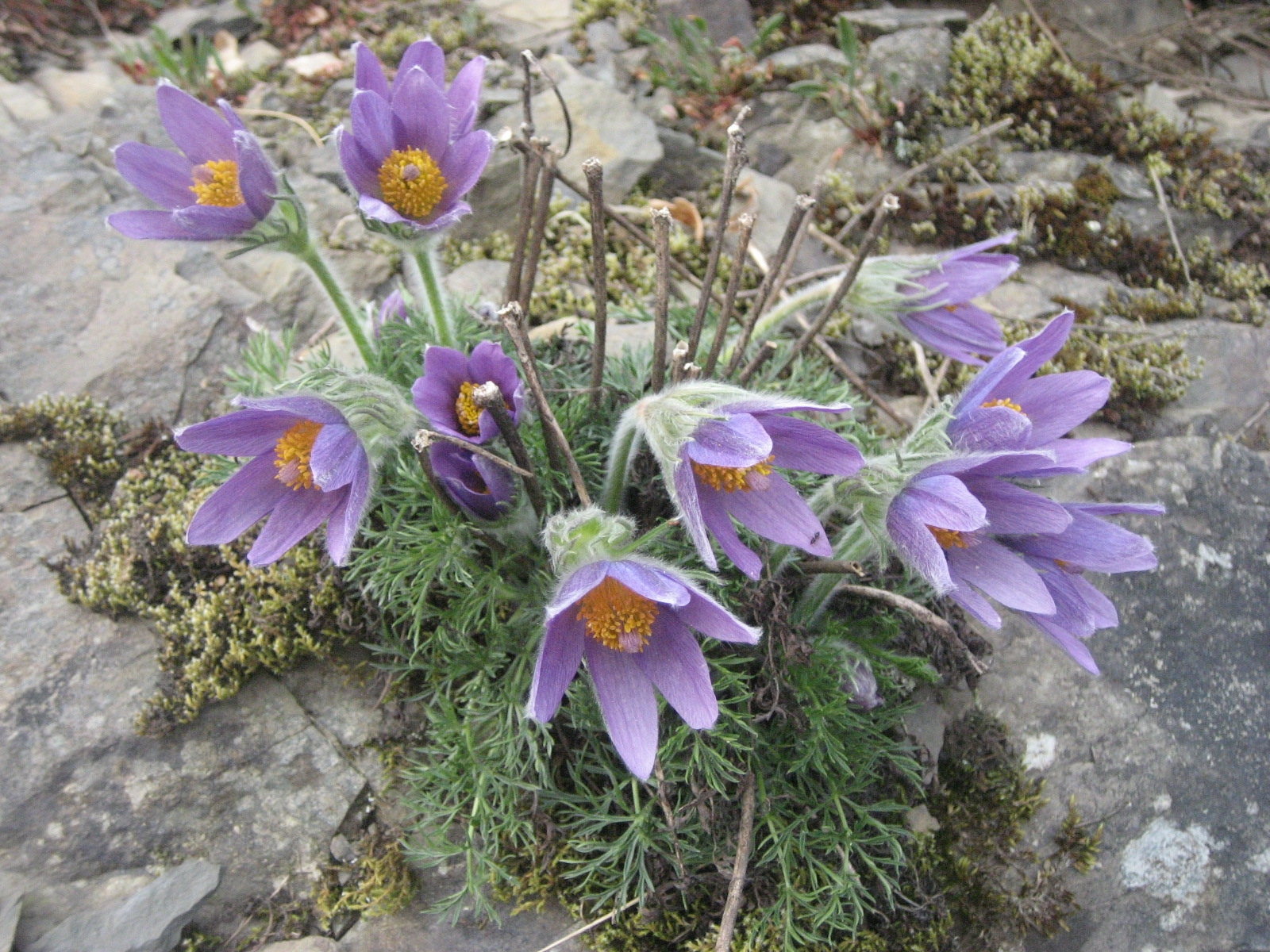
Anémone pulsatille.
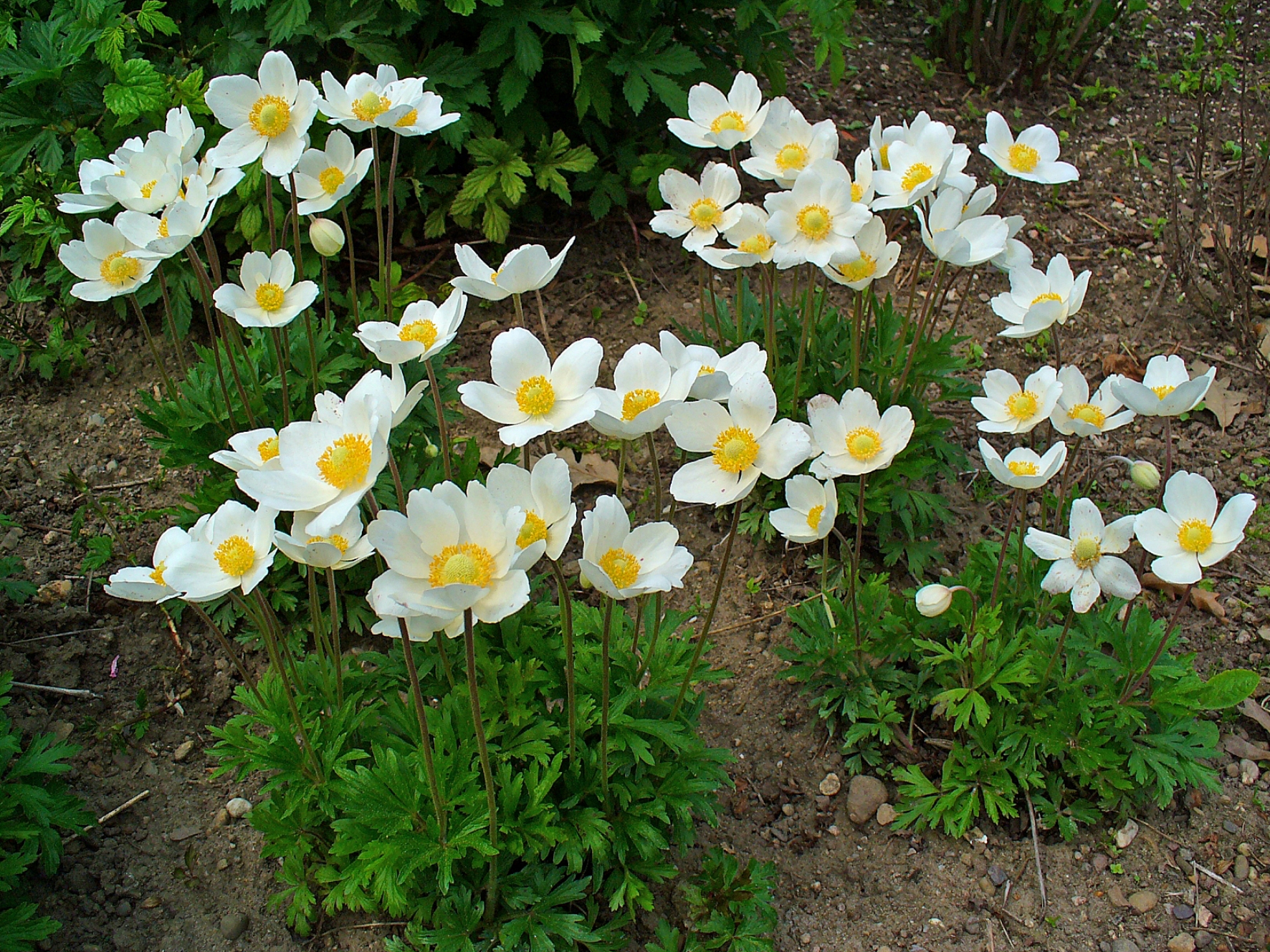
Anémone sauvage.
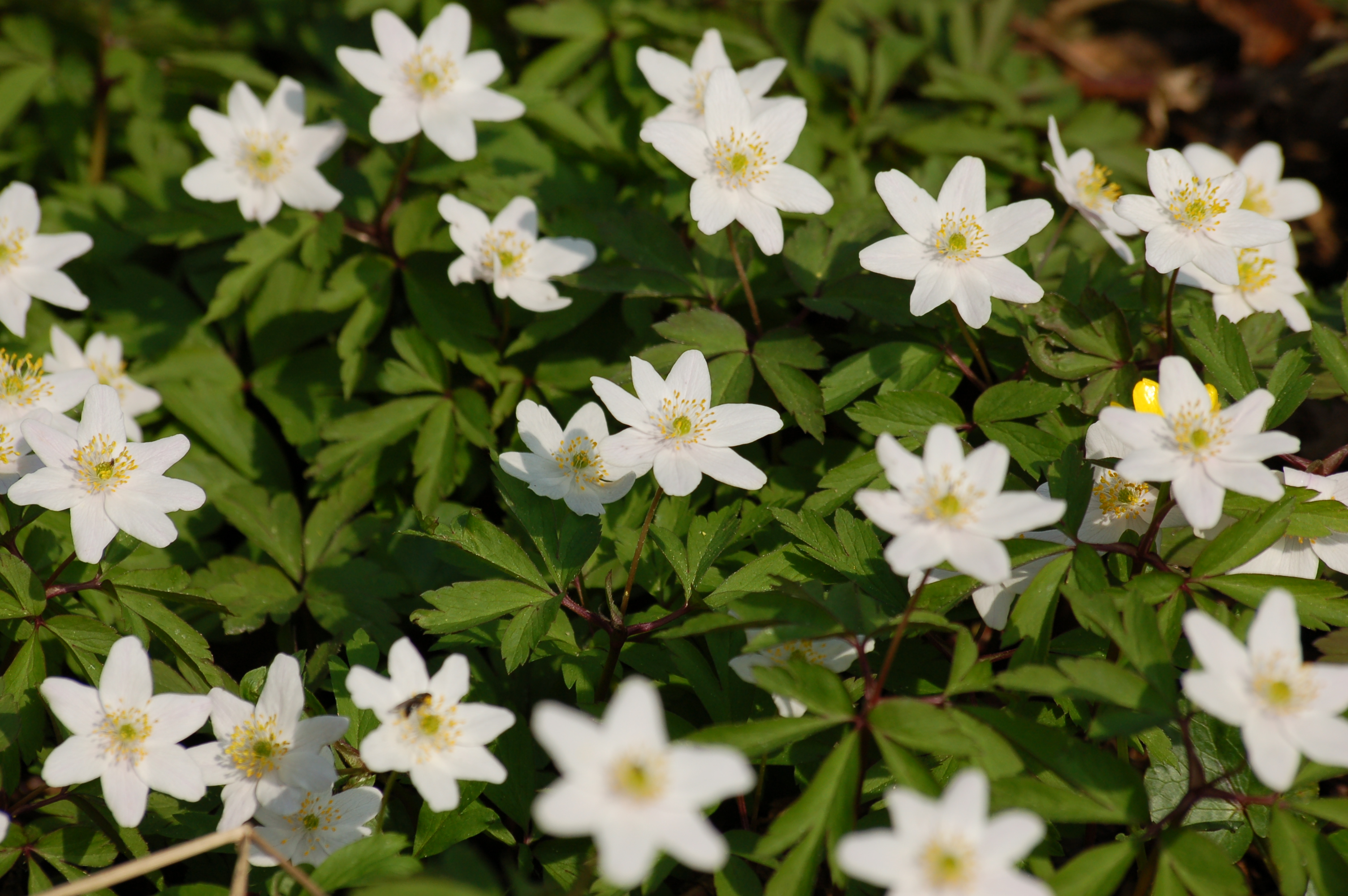
Anémone sylvie.
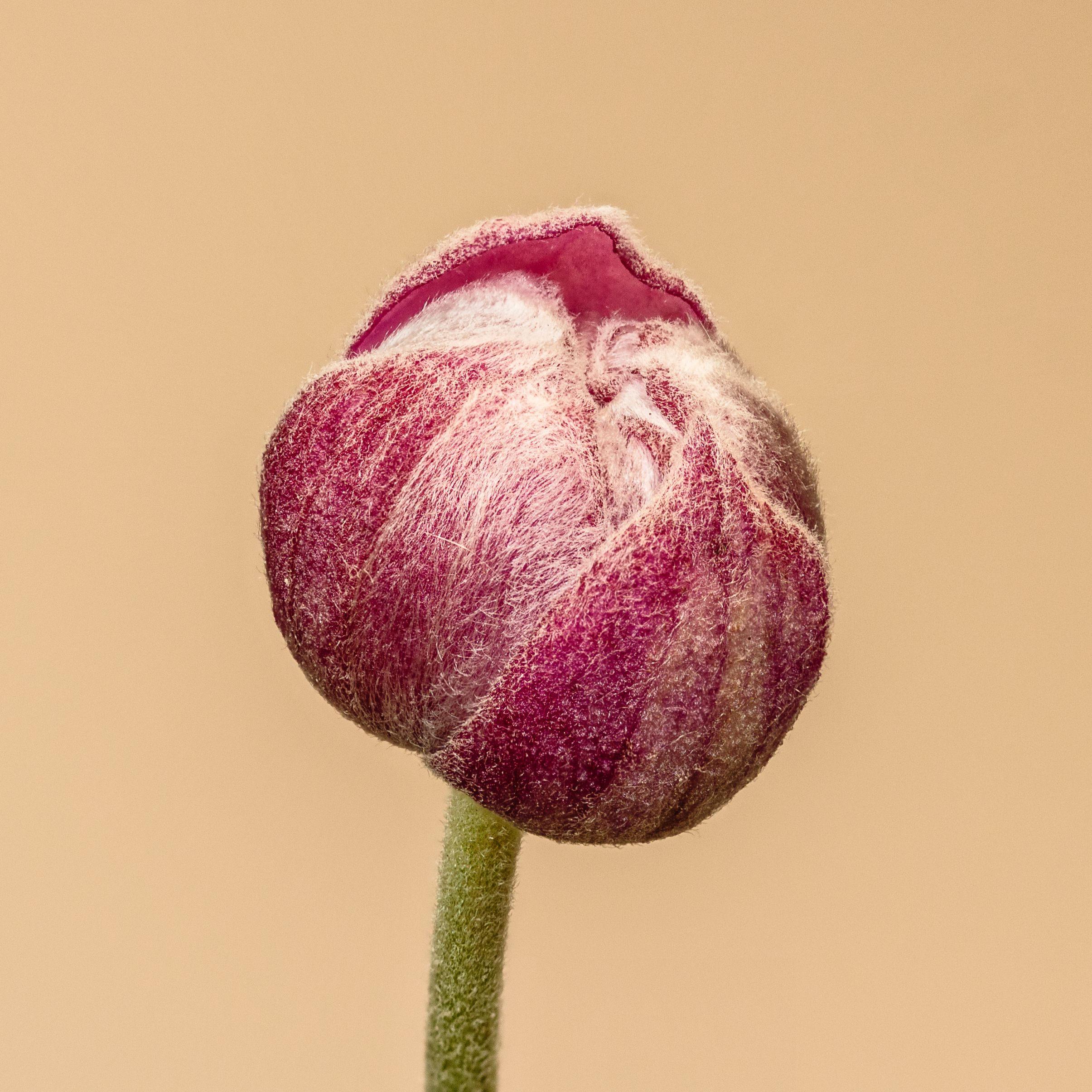
Anémone Eugénie.

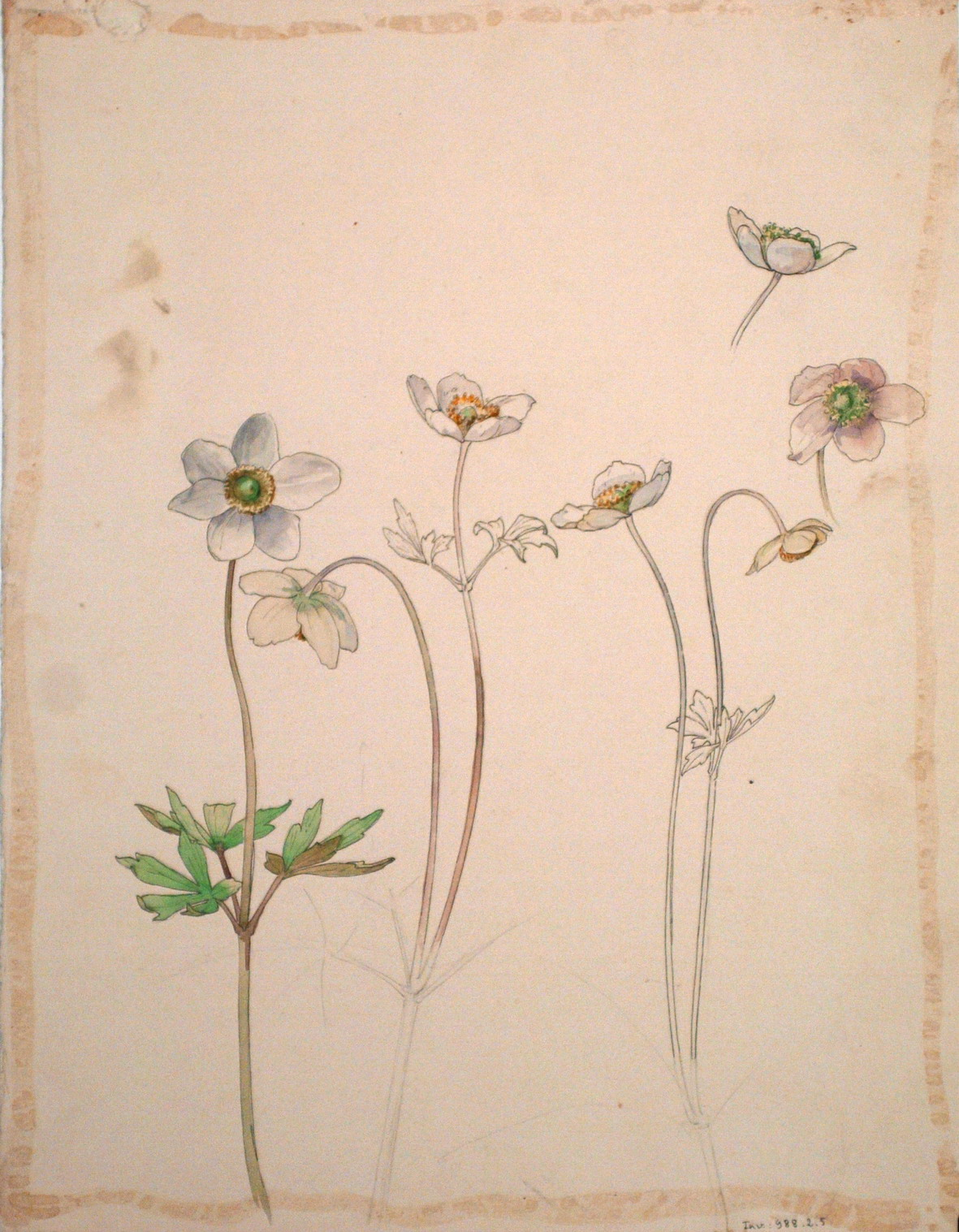
Étude d'anémones, début du XXe siècle, Henri Bergé, Musée de l’École de Nancy.
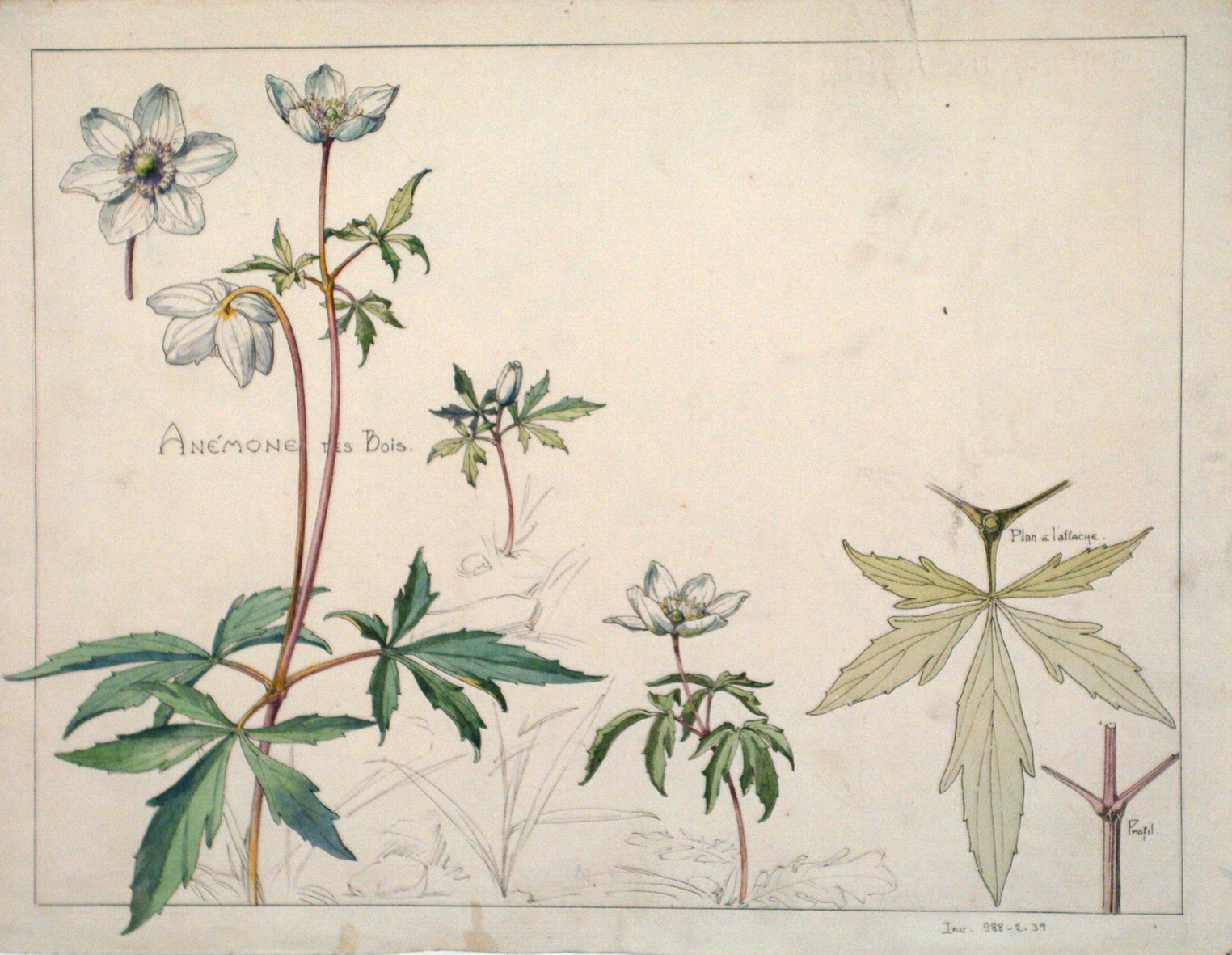
Étude d'anémone des bois, début du XXe siècle, Henri Bergé, Musée de l’École de Nancy.
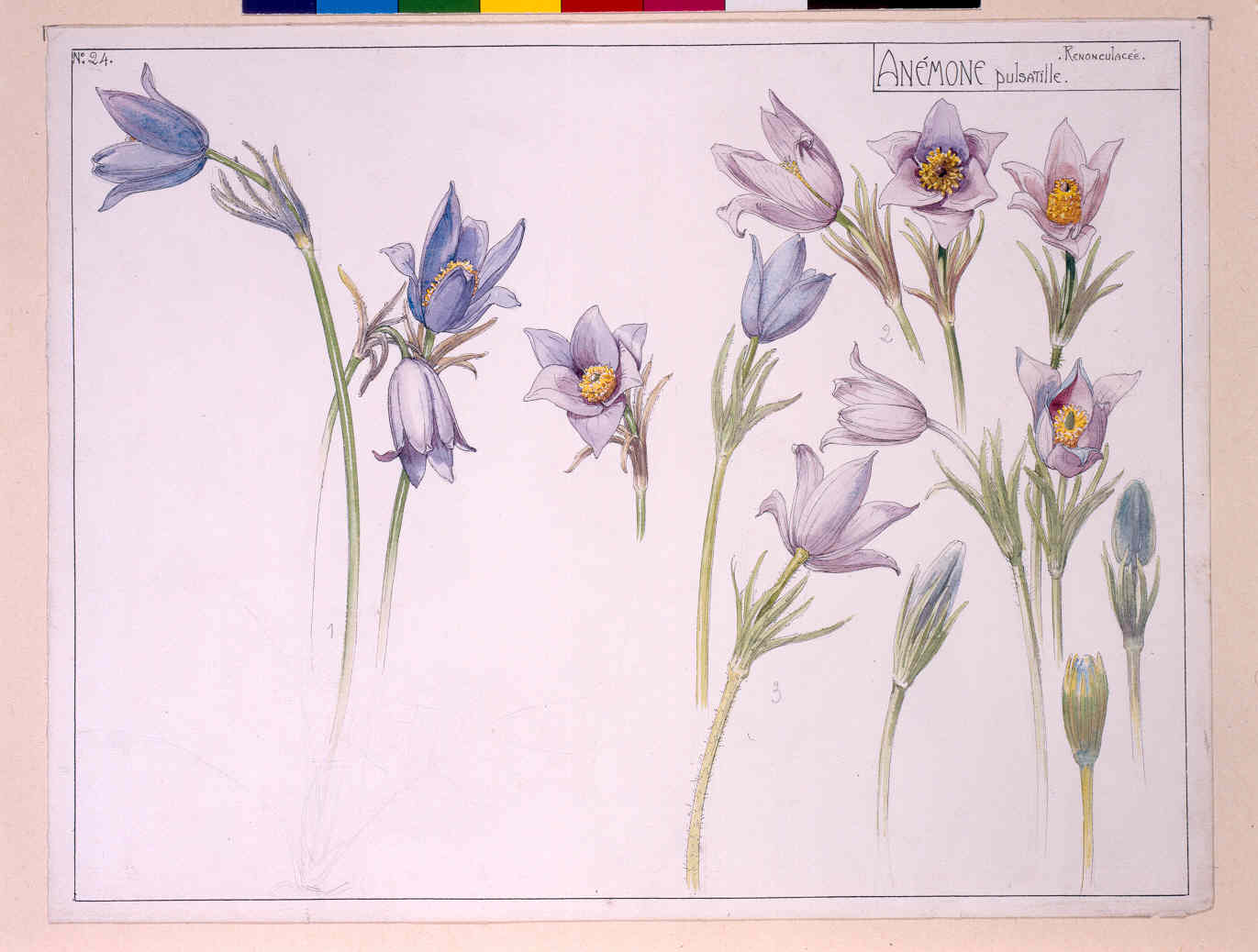
Étude d'anémone pulsabille renonculacée, début du XXe siècle, Henri Bergé, Musée de l’École de Nancy.

## Caractéristiques
Les anémones sont des plantes herbacées vivaces, de hauteur modérée et munies de stolons ou de bulbes. Le genre anémone se distingue par des fleurs régulières sans éperons, 3 à 8 sépales qui ressemblent à des pétales, une tige munie d’un involucre composé de 3 bractées verticillées, des feuilles finement découpées et un style à pointe courte.
Les fleurs sont hermaphrodites et allogames, fécondées par des insectes. Les graines sont contenues dans des loges qui s’ouvrent à maturité.

## Classification
Ce genre a été décrit pour la première fois en 1753 par le naturaliste suédois Carl von Linné (1707-1778).
Selon les époques et les auteurs, A. hepatica et A. pulsatila sont incluses dans le genre Anemone ou classées dans des genres distincts Hepatica et Pulsatila.

### Liste des espèces
Selon The Plant List (16 octobre 2017) :
- Anemone afghanica (sv) Podlech
- Anemone airei (vi) H.Lév.
- Anemone alaschanica (sv) (Schipcz.) Grabovsk.
- Anemone albana Stev.
- Anemone alpina L.
- Anemone altaica (sv) Fisch. ex C.A.Mey.
- Anemone amurensis (sv) (Korsh.) Kom.
- Anemone anemonoides (sv) (H.Rasm.) J.C.Manning & Goldblatt
- Anemone angustiloba (sv) H.Eichler
- Anemone antucensis (sv) Poepp.
- Anemone apennina L.
- Anemone assisbrasiliana (sv) Kuhlm. & Porto
- Anemone baicalensis (sv) Turcz.
- Anemone baissunensis (sv) Juz. ex M.M.Sharipova
- Anemone baldensis L.
- Anemone begoniifolia (sv) H.Lév. & Vaniot
- Anemone berlandieri (en) Pritz.
- Anemone biflora (sv) DC.
- Anemone blanda Schott & Kotschy
- Anemone bracteata (sv) (Harv. ex Zahlbr.) J.C.Manning & Goldblatt
- Anemone brecklei (sv) Rech.f.
- Anemone brevistylis (sv) (Szyszył.) J.C.Manning & Goldblatt
- Anemone bucharica (sv) (Regel) Finet & Gagnep.
- Anemone caerulea (sv) DC.
- Anemone caffra (sv) Harv.
- Anemone canadensis L.
- Anemone caroliniana (en) Walter
- Anemone cathayensis Kitag.
- Anemone caucasica (sv) Willd. ex Rupr.
- Anemone chapaensis (sv) Gagnep.
- Anemone chinensis Bunge
- Anemone coelestina (sv) Franch.
- Anemone cordata (sv) (H.Rasm.) J.C.Manning & Goldblatt
- Anemone coronaria L.
- Anemone crassifolia (en) Hook.
- Anemone cylindrica (en) A.Gray
- Anemone davidii (sv) Franch.
- Anemone debilis Fisch. ex Turcz.
- Anemone decapetala (sv) Ard.
- Anemone delavayi (sv) Franch.
- Anemone deltoidea Douglas
- Anemone demissa (sv) Hook.f. & Thomson
- Anemone dichotoma (sv) L.
- Anemone drummondii (en) S.Watson
- Anemone edwardsiana (en) Tharp
- Anemone elongata (sv) D.Don
- Anemone exigua (sv) Maxim.
- Anemone falconeri Thomson
- Anemone fanninii (sv) Harv. ex Hook.f.
- Anemone filia (sv) (L.f.) J.C.Manning & Goldblatt
- Anemone filisecta (sv) C.Y.Wu & W.T.Wang
- Anemone flaccida (vi) F.Schmidt
- Anemone flavescens (vi) Zucc.
- Anemone flexuosissima (sv) Rech.f.
- Anemone fulingensis (sv) W.T.Wang & Z.Y.Liu
- Anemone fuscopurpurea (sv) H.Hara
- Anemone geum (sv) H.Lév.
- Anemone glazioviana (vi) Urb.
- Anemone gokayamensis (sv) M.Sugim., Tak.Sato & Naruh.
- Anemone grayi (vi) Behr & Kellogg
- Anemone griffithii (sv) Hook.f. & Thomson
- Anemone halleri All.
- Anemone helleborifolia (sv) DC.
- Anemone hemsleyi (sv) Britton
- Anemone henryi Oliv.
- Anemone hepatica L.
- Anemone hepaticifolia (sv) Hook.
- Anemone hokouensis (sv) C.Y.Wu ex W.T.Wang
- Anemone hortensis L.
- Anemone howellii (sv) Jeffrey & W.W.Sm.
- Anemone hupehensis Lemoine
- Anemone imbricata Maxim.
- Anemone juzepczukii Starod.
- Anemone keiskeana T.Itô ex Maxim.
- Anemone knowltonia Burtt Davy
- Anemone koraiensis Nakai
- Anemone korzchinskyi E.G.Camus
- Anemone laceratoincisa W.T.Wang
- Anemone lancifolia Pursh
- Anemone lipsiensis Beck
- Anemone lithophila Rydb.
- Anemone maxima Nakai
- Anemone media (Simonk.) Kárpáti
- Anemone mexicana Kunth
- Anemone montana Hopp
- Anemone moorei Espinosa
- Anemone multiceps (Greene) Standl.
- Anemone multifida Poir.
- Anemone narcissiflora L.
- Anemone nemorosa L.
- Anemone nikoensis Maxim.
- Anemone nutantiflora W.T.Wang & L.Q.Li
- Anemone obtusiloba D.Don
- Anemone occidentalis S.Watson
- Anemone ochotensis (Fisch. ex Pritz.) Fisch.
- Anemone okennonii Keener & B.E.Dutton
- Anemone oregana A.Gray
- Anemone orthocarpa Hand.-Mazz.
- Anemone palmata L.
- Anemone parviflora Michx.
- Anemone patens L.
- Anemone patula C.C.Chang ex W.T.Wang
- Anemone pavoniana Boiss.
- Anemone piperi Rydb.
- Anemone poilanei Gagnep.
- Anemone polyanthes D.Don
- Anemone polycarpa W.E.Evans
- Anemone pratensis L.
- Anemone prattii Huth ex Ulbr.
- Anemone pseudoaltaica H.Hara
- Anemone pulsatilla L.
- Anemone punctulata Riedl
- Anemone quinquefolia L.
- Anemone raddeana Regel
- Anemone ranunculoides L.
- Anemone raui Goel & U.C.Bhattach.
- Anemone reflexa Stephan ex Willd.
- Anemone regeliana Maxim.
- Anemone rhodopaea (Stoj. & Stef.) Stoj. & Stef.
- Anemone richardsonii Hook.
- Anemone rigida Gay
- Anemone rivularis Buch.-Ham. ex DC.
- Anemone robusta W.T.Wang
- Anemone robustostylosa R.H.Miao
- Anemone rockii Ulbr.
- Anemone rubra Lam.
- Anemone rupestris Wall. ex Hook.f. & Thomson
- Anemone rupicola Cambess.
- Anemone scabiosa H.Lév. & Vaniot
- Anemone scabriuscula W.T.Wang
- Anemone scherfelii Ullep.
- Anemone sellowii Pritz.
- Anemone seravschanica Kom.
- Anemone shikokiana (Makino) Makino
- Anemone slavica G.Reuss
- Anemone smithiana Lauener & Panigrahi
- Anemone somaliensis Hepper
- Anemone stolonifera Maxim.
- Anemone styriaca (Pritz.) Simonk.
- Anemone subindivisa W.T.Wang
- Anemone subpinnata W.T.Wang
- Anemone sumatrana de Vriese
- Anemone sylvestris L.
- Anemone taipaiensis W.T.Wang
- Anemone tamarae Kharkev.
- Anemone tenuicaulis (Cheeseman) Parkin & Sledge
- Anemone tenuifolia (L.f.) DC.
- Anemone tetonensis Porter ex Britton
- Anemone tetrasepala Royle
- Anemone thomsonii Oliv.
- Anemone tibetica W.T.Wang
- Anemone tomentosa (Maxim.) C.Pei
- Anemone transsilvanica (Fuss) Heuff.
- Anemone transvaalensis (Szyszył.) Burtt Davy
- Anemone trifolia L.
- Anemone triternata Vahl
- Anemone trullifolia Hook.f. & Thomson
- Anemone tschernaewii (Czern.) Regel
- Anemone tuberosa Rydb.
- Anemone udensis Trautv. & C.A.Mey.
- Anemone umbrosa C.A.Mey.
- Anemone uralensis Fisch. ex DC.
- Anemone vernalis L.
- Anemone vesicatoria (L.f.) Prantl
- Anemone virginiana L.
- Anemone vitifolia Buch.-Ham. ex DC.
- Anemone volgensis Luferov
- Anemone wendelboi Chaudkhari
- Anemone whyteana Baker f.
- Anemone xiaowutaishanica W.T.Wang & Bing Liu
- Anemone xingyiensis Q.Yuan & Q.E.Yang
- Anemone yezoensis (Miyabe) Koidz.
- Anemone yulongshanica W.T.Wang

## Utilisation
L'anémone des fleuristes (Anemone coronaria) est appréciée et sélectionnée par les horticulteurs pour ses fleurs aux couleurs vives, notamment sous le nom d'anémone de Caen et sa forme améliorée par l'agronomie, la tétranémone.

## L'anémone dans la culture

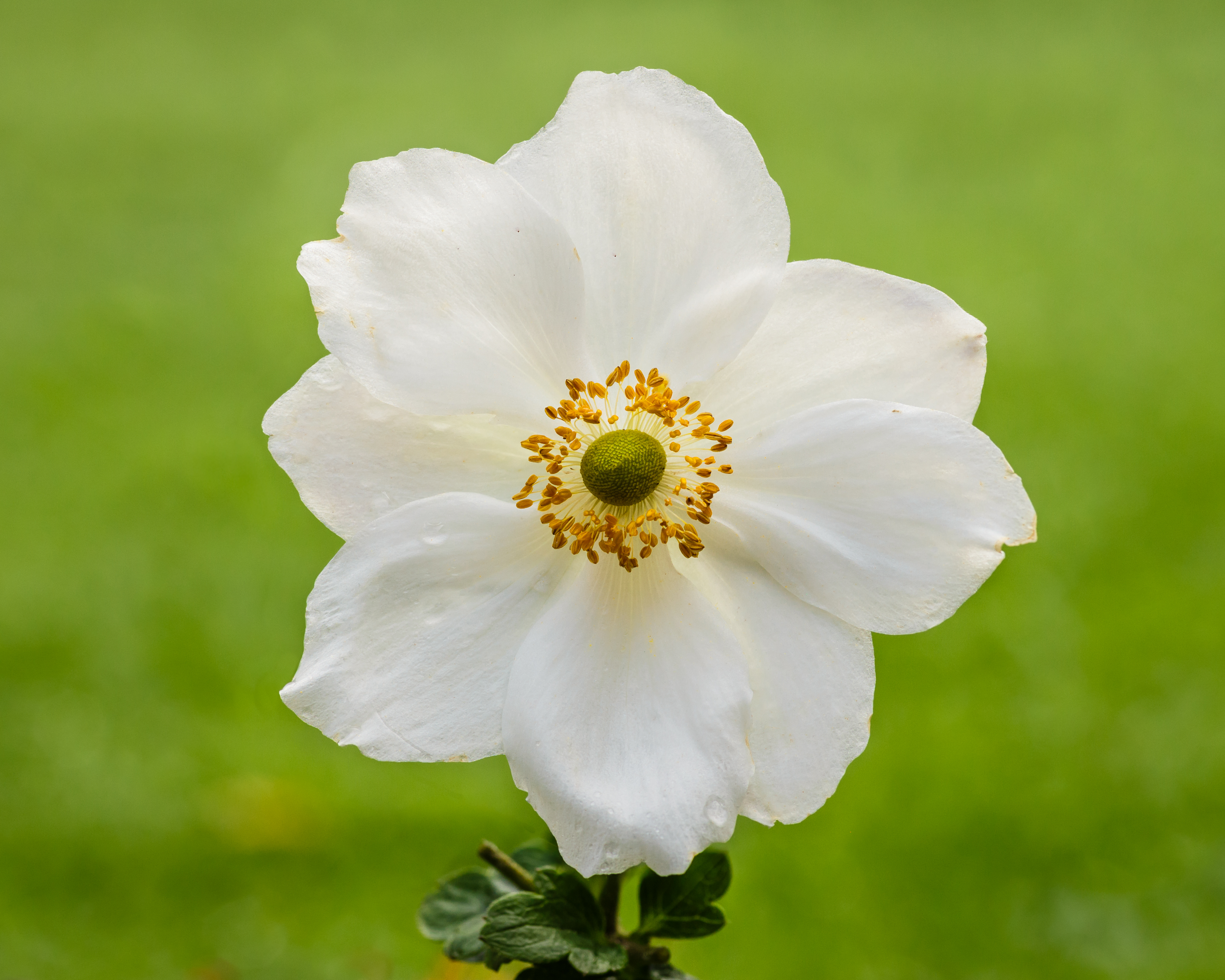
Cultivar Anémone 'Honorine Jobert'. Aout 2023.

### Symbolique

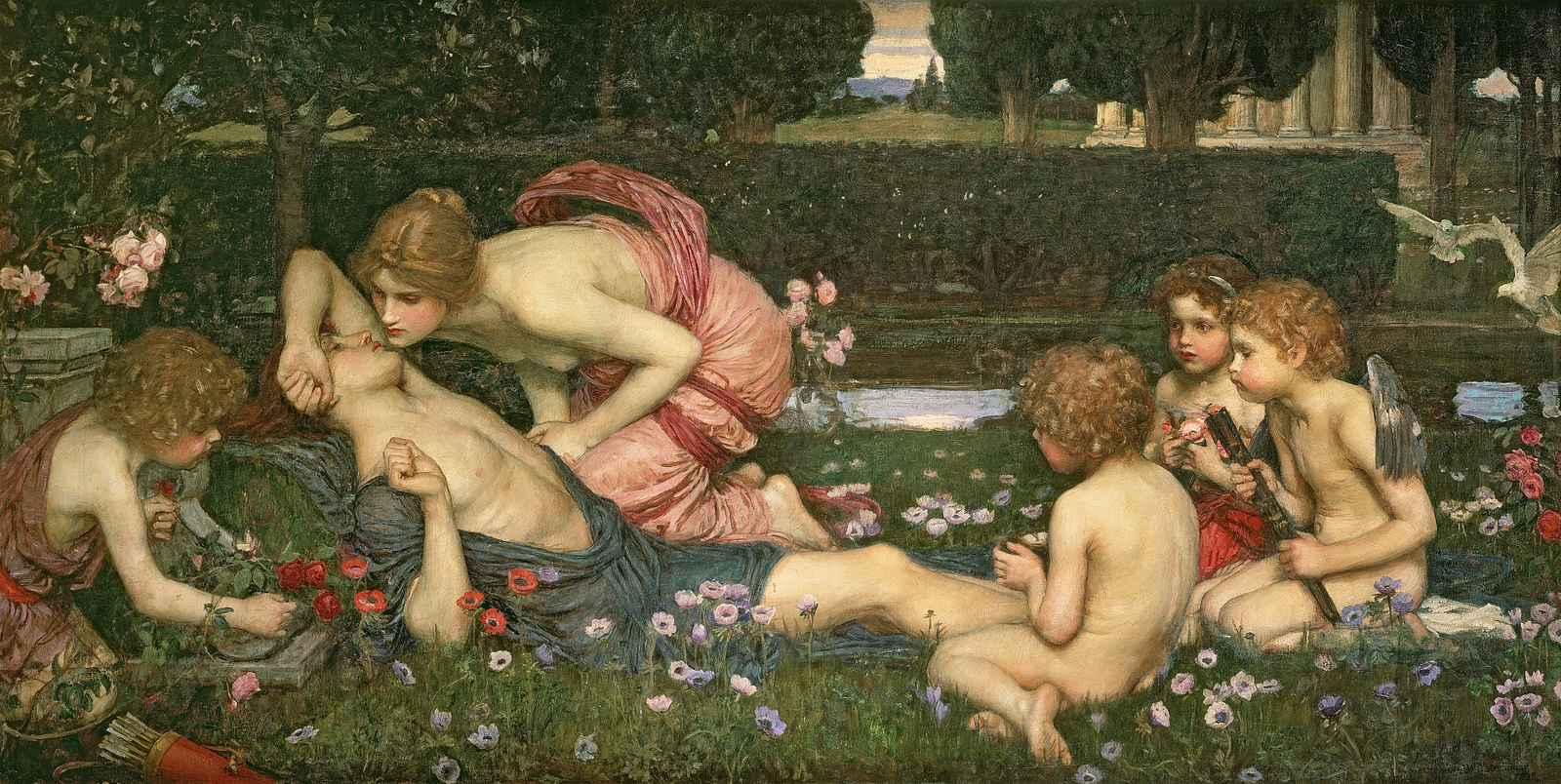
Adonis est associé à l'anémone rouge. Tableau de John William Waterhouse : The Awakening of Adonis, 1900.

- L'anémone, dans les enluminures du Moyen Âge, est le symbole de l'abandon.
- L'anémone permet d'apporter son soutien et son aide à une personne chère[8].

### Mythologie grecque
Dans la mythologie grecque, Anémone est une nymphe dont s'éprend Zéphyr, dieu des vents. La femme de ce dernier, par jalousie, la transforma en fleur. Anemos, en grec, signifie « vent ».
Les Anciens confondaient l'anémone et l'adonis (Anemone nemorosa et Adonis vernalis) dans la légende d'Adonis. « Adonis » symbolise la mort et le renouveau de la nature. Il était aimé à la fois d'Aphrodite, déesse de l'amour, et de Perséphone, reine des morts. Le conflit entre les deux déesses s'envenima. La haine qu'elles éprouvaient l'une pour l'autre crût démesurément, contraignant Zeus (roi des dieux) à s'interposer entre les deux rivales. L'arbitre suprême exigea alors, de manière à contenter chacune des parties, qu'Adonis passe un tiers de son temps avec Aphrodite, un tiers avec Perséphone et le tiers suivant où bon lui semble. Au cours d'une chasse, il fut tué par un sanglier, envoyé par Artémis ou Arès. Des gouttes de son sang jaillirent des anémones. Aphrodite éplorée demanda aux dieux infernaux de lui permettre de vivre la moitié de l'année sur Terre, à ses côtés, et l'autre moitié dans les Enfers.

### Prénom
- Anne-aymone est un prénom féminin.

### Calendrier républicain
- Dans le calendrier républicain, l'Anémone était le nom attribué au 27e jour du mois de germinal[11], généralement chaque 16 avril du calendrier grégorien.

### Poésie
« L'anémone et l'ancolie ont poussé dans le jardin » est le premier vers du poème Clotilde du recueil Alcools de Guillaume Apollinaire.